# محمد عبد الحدو
محمّد عَبْد الحَدْو (1951) شاعر سوري. ولد في قرية القطعة البوليل ناحية موحسن في محافظة دير الزور. كُفّ بصره في الثانية من عمره، فالتحق بمعهد النور للمكفوفين حيث درس الابتدائية. ثمّ واصل تعليمه حتى انتسب إلى الجامعة ليدرس الأدب العربي، لكّنه لم يكمل. مارس التعليم في معهد النّور للمكفوفين، ثمّ تولّى إدارته، وعمل في المركز الثقافي العربي في دير الزور. نشر شعره في كثيرٍ من الصحف والمجلّات السوريّة والعربية وهو عضو باتحاد الكتاب العرب. 

## سيرته
ولد محمد عَبْد الحَدْو سنة 1371 هـ/ 1951 م في قرية القطعة البوليل بناحية موحسن في محافظة دير الزور السورية. فقد بصره في الثانية من عمره. التحق بمعهد النور للمكفوفين، وتلقى تعليمه الابتدائي في مسقط رأسه، ثم واصل تعليمه الإعدادي والثانوي في مدارس المبصرين. التحق بكلية الآداب بجامعة دمشق إلا أنه لم يتابع تعليمه الجامعي.

اشتغل بالتدريس في معهد النور للمكفوفين منذ 1974، ثم تولى إدارة المعهد، ورئاسة الجمعية التي تشرف عليه منذ 1981، وعمل رئيسًا لقسم النصوص والدراسات في المركز الثقافي العربي بدير الزور. غادر مدينة دير الزور أثناء الحرب الأهلية السورية وأقام في حمص ودمشق ثم عاد في عام 2019 الى موطنه دير الزور 

## شعره
هو عضو بجمعية الشعر في اتحاد الكتاب العرب. وقد شارك في العديد من المهرجانات الأدبية والأمسيات الشعرية.  كتب الشعر العمودي والتفعيلة.

## جوائزه
- 1972: جائزة مهرجان الأدباء الشباب.
- ؟: جائزة الأولى لأفضل نشيد للمكفوفين على مستوى الوطن العربي، بيروت.[2]
- 2009: كرمت في مسقط رأسه بمناسبة يوم الشعر العالمي.[7]

## مؤلفاته
من دواوينه الشعرية:
- نداءات الجسد المتعب، 1980
- مزّقي ثوبك الحزين، 1985
- أوراق عاشق فراتي، 2004
- وتخرج من ثوبها الأرض، 2008
- "نداءات أب في زمن الحرب"، 2020
- "قصائد للحب والحرب"، 2022